# Лі Да Бін
Лі Да Бін (кор. 이다빈, нар. 7 грудня 1996) — південнокорейська тхеквондистка, срібна призерка Олімпійських ігор 2020 року, бронзова призерка Олімпійських ігор 2024 року.

## Виступи на Олімпіадах
| Олімпіада  | Дисципліна  | Місце |
| ---------- | ----------- | ----- |
| Токіо 2020 | понад 67 кг | 2     |
| Париж 2024 | понад 67 кг | 3     |